# Carlo Benetton
Carlo Benetton (Treviso, 26 de dezembro de 1943 – 10 de julho de 2018) foi um empresário italiano. Ele foi um dos co-fundadores do Grupo Benetton, a marca de moda italiana.
Ele tinha quatro filhos e foi viver até sua morte em Treviso, Itália.